# Шрамченки
Шрамченки — козацько-старшинський, згодом — дворянський рід, що походить від Леонтія Шрамченка (Левка Шрамка; р. н. невід. — п. після 1730), олишівського сотника (1680—1709) і ніжинського полкового обозного (1709—30). 
Його сини: 
- Данило Леонтійович (р. н. невід. — п. 1727), олишівський сотник (1711—25),
- Іван Леонтійович (р. н. невід. — бл. 1750), олишівський сотник (1727—47), учасник Польського (1733), Кримських (1736, 1738—39), Очаківського (1737) походів 
  - онуки:
  - Остап Данилович (бл. 1704 — після 1785), мринський сотник (1752), відставний полковий хорунжий (1774),
  - Василь Іванович (р. н. невід. — п. до 1786), олишівський сотник (1747—73)
    - правнук — Ілля Олександрович (бл. 1755 — до 1834), сотник малоросійський (1777—79).

Інші представники роду обіймали посади військових товаришів та бунчукових товаришів. До цього розгалуженого роду належали також: 
- Павло Платонович (1831 — після 1889), дійсний статський радник (1876), уфімський губернатор (1880—81);
- Микола Платонович (1841 — після 1918), математик, педагог, дійсний статський радник (бл. 1890), директор московських жіночих гімназій (1890-ті — 1900-ті рр.);
- Микола Олексійович (1813—88), автор віршів та спогадів, зібраних у книгу «Воспоминания и стихотворения Н. А. Шрамченка» (К., 1900);
- Микола Олексійович (1825—83), генерал-майор (1870), командир Петербурзького арсеналу (1866—82);
- Володимир Миколайович (1878—1945), контр-адмірал, учасник Білого руху, нач. російської військово-морської бази у Стамбулі (1919—20), в еміграції — громадський діяч;
- Яків Володимирович (1886—1967), військовик, громадський діяч, мемуарист, учасник Білого руху, командир канонерського човна «Терец», капітан 1-го рангу (1920), із 1920 — в еміграції, голова Товариства офіцерів Російського імператорського військово-морського флоту в Америці (1955—56), автор спогадів «Жуткие дни: агония Черноморского флота» («Морские записки» (Нью-Йорк), 1961, т. 19, № 54);
- Лариса Володимирівна (у шлюбі — Барановська; 1884 — після 1945), живописиця, емігрувала до Югославії, де брала участь у виставках російських художників, викладала малювання у белградській Російсько-сербській жіночій гімназії (1929—35), після закінчення Другої світової війни емігрувала до Аргентини;
- Леонтій Дмитрович (1877—1954), статистик і політичний діяч, член уряду Української Народної Республіки (1919): товариш (заступник) міністра народного господарства (уряд Б.Мартоса), державний секретар (уряд І. П. Мазепи), в еміграції — на науковій та викладацькій роботі: доцент Української господарської академії в Подєбрадах (Чехословаччина; із 1922), директор Українського соціологічного інституту у Празі (1935—40), професор і декан факультету права і суспільних наук Українського вільного університету (1937—45), декан економічного відділу Українського технічно-господарського інституту (1947), автор багатьох статей з історії української статистики та праці «Основи теорії статистики» (1936);
- Михайло Миколайович (1856—1918), дійсний статський радник, нижегородський (1907—10) і вологодський (1910—13) губернатор, відомий як крайній монархіст та чорносотенець;
- Олександр Миколайович (див. О.Шрамченко; 1862, за ін. даними, 1859—1921), етнограф, культурний і громадський діяч, та його брат Олексій Миколайович (1866—98), журналіст, громадський діяч, редактор неофіційної частини "Черниговских губернских ведомостей", і сестра Олександра Миколаївна (1850—1908), освятінка, начальниця Кролевецької жіночої прогімназії (1876—1905); 
  - син Святослав Олександрович (див. С.Шрамченко; 1893—1958), військовий і громадський діяч, журналіст, історик, філателіст.

Рід внесений до 2-ї та 3-ї частин Родовідної книги Чернігівської губернії.